# RTS 3
RTS 3 (do roku 2015 známý pod názvem RTS Digital srbsky РТС Дигитал) je srbská státní televize, první digitální televizní stanice v Srbsku.
Vysílání zahájilo 28. listopadu 2008 ve formátě DVB-T, 21. března 2012 již ve formátě DVB-T2 na území Srbska.
Vysílání využívá technologie IPTV.
Program se skládá z kulturních a zábavných přenosů.
Mezi sesterské kanály patří RTS 1, RTS 2, RTS SAT a RTS HD, vlastníkem je Radiotelevizija Srbije.